# Малино-Островский Рождество-Богородицкий монастырь
Малино-Островский Рождество-Богородицкий монастырь — ныне не существующий единоверческий монастырь, располагавшийся в Новозыбковском уезде Черниговской губернии Российской империи (ныне территория Злынковского района Брянской области).

## История
В XVIII веке на Стародубье переселились гонимые нижегородские старообрядцы беглоповского диаконовского согласия. Одним из их лидеров был поп Патрикий, осевший в слободе Зыбкой. Его последователи, во главе с Савином Панфиловым, основали монастырь примерно в 12 км от Злынки. Нелегальную обитель расположили в глухой местности на левом берегу реки Ипуть, на возвышенности, именуемой Малиновым Островом, которая во время разлива реки превращалась в настоящий остров. Первую деревянную церковь Рождества Пресвятой Богородицы освятил в 1767 году «беглый» иеромонах Вениамин из Ветки. Вскоре была построена и зимняя церковь во имя Димитрия Солунского. В 1781 году в монастыре было уже 40 келий, в которых подвизалось около 50 насельников. Светские власти хотели закрыть монастырь, но монахи попросили прислать им священников официальной церкви.
Вопрос со священством был разрешён только в 1842 году, когда в монастырь был прислан о. Алексий Соколов, но по его прибытии местные старообрядцы изгнали монахов и священника из обители, захватив монашеские кельи. Бунт продолжался более двух месяцев и в нём приняло участие около трёх тысяч старообрядцев. 27 августа из Чернигова прибыли жандармы во главе с полковником Арсеньевым и мятежники вынуждены были разойтись, а монахи смогли вернуться в свои кельи. 27 сентября 1842 года Святейший Синод официально признал монастырь единоверческим.
Местные жители враждебно относились к монастырю. Он лишился большинства своих благодетелей и вынужден был существовать за счёт собственного производства. В 1850 году в монастыре, кроме настоятеля, жило два иеромонаха (один из них уже не мог служить), один иеродиакон, три инока и три послушника. Наиболее ценные святыни были похищены грабителями. В апреле 1865 году в своей келии был убит настоятель монастыря игумен Александр. После этих событий оставшихся насельников перевели в Климовский Покровский монастырь.
15 января 1866 года в опустевшую обитель прибыли монахини Глафира, Марфа, Елена и Павла из Максаковского Спасо-Преображенского монастыря, вместе с восемью послушницами. Благодаря своим добродетелям игуменья Глафира (Синицина), уроженка Новозыбкова, смогла снискать любовь местных жителей. Монастырю начали помогать новозыбковские купцы Лютенков и А. И. Шведов и злынковские И. Т. Воскобойников и Ф. Осипов. В 1888 году обитель возглавила игуменья Еликонида, родом из села Большая Знаменка Таврической губернии. Тогда в монастыре проживало 15 монахинь и 35 послушниц. 18 января 1891 года в обители была открыта школа, в которой обучались 18 учащихся. В конце XIX — начале XX века монастырь был весьма хорошо благоустроен.
Осенью 1918 года советские власти официально закрыли монастырь, но монахини не спешили исполнять это распоряжение. В 1926 году монастырь снова закрыли, а в его помещениях разместили колонию для несовершеннолетних, а затем дом инвалидов. 12 февраля 1929 года Новозыбковский уездный исполком постановил:

«Принимая во внимание, что здание большой церкви Малиноостровского монастыря пришло в ветхость и угрожает обвалом – закрыть названную церковь и здание разобрать на слом. Здание же второй церкви, малой, передать под школу для вновь организованного из граждан Перевозского посёлка и рабочих, живших в Малиновом остроге, с оставлением здания на месте.»
7 сентября 1929 года последние 9 монахинь покинули эти места. Иконы и старинные богослужебные книги были вывезены в неизвестном направлении. Один из колоколов использовался в пожарной части спичечной фабрики «Ревпуть», но по свидетельству местных жителей, в 1990 году он был продан за бутылку водки. Местные жители раскапывали могилы в поисках золотых драгоценностей, а человеческие останки выбрасывали. После войны в кельи поселили рабочих, но из-за отсутствия благ цивилизации, кельи были оставлены. Постройки монастыря разобрали на брёвна. Последнюю келью увезли в 1984 году.
На станции Злынка сохранилась часовня Святителя Николая Чудотворца, построенная  в 1907 году по инициативе игуменьи Еликониды. Тогда она служила местом встречи паломников, а сейчас является последним сохранившимся зданием монастыря.